# Classificació CEMT
La classificació europea de les vies navegables o classificació CEMT és una norma de classificació de les vies navigables (canals i rius) proposada el 1992 per a la Conferència europea dels ministres de transport o la CEMT, per a les vies a Europa occidental. Per a raons històriques, les normes per a les vies a l'est de l'Elba per a les embarcacions motoritzades, són una mica menys llargues.
La classe I correspon a la Norma de Freycinet del 1879, que va ser la primera norma per estandarditzar el gàlib de les vies navegables. El 2004, a proposició de l'Associació mundial per a la infraestructura de transport aquàtic (PIANC-AIPCN) es va subdividir la classe 0 utilitzat per a les vies petites, només utilitzades per embarcacions esportius o recreatius, amb quatre noves categories: RA, RB, RC i RD, la R és l'abreviació de «recreatiu».
| Classificació de les embarcacions europees de navegació interior | Classificació de les embarcacions europees de navegació interior | Classificació de les embarcacions europees de navegació interior | Classificació de les embarcacions europees de navegació interior | Classificació de les embarcacions europees de navegació interior | Classificació de les embarcacions europees de navegació interior | Classificació de les embarcacions europees de navegació interior |
| Embarcacions recreatiues                                         | Embarcacions recreatiues                                         | Embarcacions recreatiues                                         | Embarcacions recreatiues                                         | Embarcacions recreatiues                                         | Embarcacions recreatiues                                         | Embarcacions recreatiues                                         |
| Classe                                                           | tipus                                                            | tonatge                                                          | llargada                                                         | amplada                                                          | calat                                                            | alçària lliure                                                   |
| ---------------------------------------------------------------- | ---------------------------------------------------------------- | ---------------------------------------------------------------- | ---------------------------------------------------------------- | ---------------------------------------------------------------- | ---------------------------------------------------------------- | ---------------------------------------------------------------- |
| RA                                                               | petita xalana oberta                                             | —                                                                | 5,5 m                                                            | 2,0 m                                                            | 0,5 m                                                            | 2,0 m                                                            |
| RB                                                               | cabin cruiser                                                    | —                                                                | 9,5 m                                                            | 3,0 m                                                            | 1,0 m                                                            | 4,0 m                                                            |
| RC                                                               | iot                                                              | —                                                                | 15,0 m                                                           | 4,0 m                                                            | 1,5 m                                                            | 2,0 m                                                            |
| RD                                                               | veler                                                            | —                                                                | 15,0 m                                                           | 4,0 m                                                            | 1,5 m                                                            | 30,0 m                                                           |
| Embarcacions motoritzades                                        |                                                                  |                                                                  |                                                                  |                                                                  |                                                                  |                                                                  |
| I                                                                | barcassa péniche                                                 | 250-400 t                                                        | 38,5 m                                                           | 5 m                                                              | 2,5 m                                                            | 4 m                                                              |
| II                                                               | Kempenaar                                                        | 400-650 t                                                        | 50-55 m                                                          | 6,6 m                                                            | 2,5 m                                                            | 4-5 m                                                            |
| III                                                              | Vaixell Gustav Koenigs                                           | 650-1000 t                                                       | 67-80 m                                                          | 8,2 m                                                            | 2,5 m                                                            | 4-5 m                                                            |
| IV                                                               | Johann Welker                                                    | 1000-1500 t                                                      | 80-85 m                                                          | 9,5 m                                                            | 2,5-4,5 m                                                        | 5,25 m o 7 m                                                     |
| Va                                                               | Vaixell del Rin                                                  | 1500-3000 t                                                      | 95-110 m                                                         | 11,4m                                                            | 2,5-4,5 m                                                        | 5,25 m, 7 m o 9,10 m                                             |
| Conjunts de barcasses empeses                                    |                                                                  |                                                                  |                                                                  |                                                                  |                                                                  |                                                                  |
| Vb                                                               | Conjunt llarg de 2                                               | 3200-6000 t                                                      | 172-185m                                                         | 11,4 m                                                           | 2,5-4,5 m                                                        | 5,25 m, 7 m o 9,10 m                                             |
| VIa                                                              | Conjunt ample de 2                                               | 3200 -6000 t                                                     | 95-110 m                                                         | 22,8 m                                                           | 2,5-4,5 m                                                        | 7 m o 9,10 m                                                     |
| VIb                                                              | Conjunt de 2 x 2                                                 | 3200 -6000 t                                                     | 185-195 m                                                        | 22,8 m                                                           | 2,5-4,5 m                                                        | 7 m o 9,10 m                                                     |
| VIc                                                              | Conjunt de 3 x 2 Conjunt de 2 x 3                                | 9600-18000 t                                                     | 270-280 m 195-200 m                                              | 22,8 m 33,0-34,2 m                                               | 2.5-4,5 m                                                        | 9,10 m                                                           |
| VId                                                              | Conjunt de 3 x 3                                                 | 14500-27000 t                                                    | 285 m                                                            | 33,0-34,2 m                                                      | 2,5-4,5 m                                                        | 9,10 m                                                           |